# Niger na Letnich Igrzyskach Olimpijskich 2004
Niger na Letnich Igrzyskach Olimpijskich 2004 reprezentowało 4 zawodników (3 mężczyzn i 1 kobieta).

## Lekkoatletyka
Mężczyźni
| Zawodnik      | Konkurencja        | Bieg eliminacyjny | Bieg eliminacyjny | Ćwierćfinał                  | Ćwierćfinał                  | Półfinał                     | Półfinał                     | Finał                        | Finał                        |
| Zawodnik      | Konkurencja        | Wynik             | Miejsce           | Wynik                        | Miejsce                      | Wynik                        | Miejsce                      | Wynik                        | Miejsce                      |
| ------------- | ------------------ | ----------------- | ----------------- | ---------------------------- | ---------------------------- | ---------------------------- | ---------------------------- | ---------------------------- | ---------------------------- |
| Ibrahim Tondi | 400 m przez płotki | 52.62             | 34                | Odpadł z dalszej rywalizacji | Odpadł z dalszej rywalizacji | Odpadł z dalszej rywalizacji | Odpadł z dalszej rywalizacji | Odpadł z dalszej rywalizacji | Odpadł z dalszej rywalizacji |

Kobiety
| Zawodniczka      | Konkurencja | Bieg eliminacyjny | Bieg eliminacyjny | Ćwierćfinał                   | Ćwierćfinał                   | Półfinał                      | Półfinał                      | Finał                         | Finał                         |
| Zawodniczka      | Konkurencja | Wynik             | Miejsce           | Wynik                         | Miejsce                       | Wynik                         | Miejsce                       | Wynik                         | Miejsce                       |
| ---------------- | ----------- | ----------------- | ----------------- | ----------------------------- | ----------------------------- | ----------------------------- | ----------------------------- | ----------------------------- | ----------------------------- |
| Salamtou Hassane | 400 m       | 1:03.28           | 41                | Odpadła z dalszej rywalizacji | Odpadła z dalszej rywalizacji | Odpadła z dalszej rywalizacji | Odpadła z dalszej rywalizacji | Odpadła z dalszej rywalizacji | Odpadła z dalszej rywalizacji |

## Judo
Abdou Alassane Dji Bo przegrał w 1/32 finału ze Słowakiem Jozefem Krnáč. Odpadł w pierwszej rundzie repesaży, przegrywając z Hiszpanem Oscarem Penas.

## Pływanie
Mężczyźni
| Zawodnik       | Konkurencja       | Eliminacje | Eliminacje | Półfinał      | Półfinał      | Finał         | Finał         |
| Zawodnik       | Konkurencja       | Wynik      | Pozycja    | Wynik         | Pozycja       | Wynik         | Pozycja       |
| -------------- | ----------------- | ---------- | ---------- | ------------- | ------------- | ------------- | ------------- |
| Ibrahim Maliki | 50 m st. dowolnym | 26.81      | 69.        | nie awansował | nie awansował | nie awansował | nie awansował |